# Soveria
 Soveria  là một xã ở tỉnh Haute-Corse trên đảo Corse, Pháp. Xã này có diện tích 11,73 km², dân số năm 1999 là 68 người. Khu vực này có độ cao trung bình 550 mét trên mực nước biển.